# MUSC Health Women's Open 2021 - Qualificazioni singolare
Le qualificazioni del singolare del MUSC Health Women's Open 2021 sono un torneo di tennis preliminare per accedere alla fase finale della manifestazione. Le vincitrici dell'ultimo turno sono entrati di diritto nel tabellone principale. In caso di ritiro di una o più giocatrici aventi diritto a questi sono subentrati i Lucky loser, ossia i giocatori che hanno perso nell'ultimo turno ma che avevano una classifica più alta rispetto agli altri partecipanti che avevano comunque perso nel turno finale.

## Teste di serie
1. Renata Zarazúa (spostata al tabellone principale)
2. Natal'ja Vichljanceva (spostata al tabellone principale)
3. Francesca Di Lorenzo (spostata al tabellone principale)
4. Leonie Küng (primo turno)

1. Caroline Dolehide (primo turno)
2. Usue Maitane Arconada (primo turno)
3. Kurumi Nara (secondo turno)
4. Arina Rodionova (ritirata)

### Qualificate
1. Claire Liu
2. Storm Sanders

1. Alycia Parks
2. Grace Min

## Tabellone

### Legenda
| - Q = Qualificato - WC = Wild card - LL = Lucky loser | - ALT = Alternate - SE = Special Exempt - PR = Protected Ranking | - w/o = Walkover - r = Ritirato - d = Squalificato |

### Sezione 1
|  | Primo turno | Primo turno           | Primo turno | Primo turno | Primo turno |  |  | Ultimo turno | Ultimo turno | Ultimo turno | Ultimo turno | Ultimo turno |  |
|  |             |                       |             |             |             |  |  |              |              |              |              |              |  |
|  | Alt         | Hailey Baptiste       | 4           | 0           | r           |  |  |              |              |              |              |              |  |
|  |             | Claire Liu            | 6           | 3           |             |  |  |              | Claire Liu   | 2            | 6            | 6            |  |
|  | Alt         | Ellen Perez           | 6(1)        | 7           | 7           |  |  | Alt          | Ellen Perez  | 6            | 4            | 0            |  |
|  | 6           | Usue Maitane Arconada | 7           | 6(1)        | 5           |  |  |              |              |              |              |              |  |

### Sezione 2
|  | Primo turno | Primo turno       | Primo turno       | Primo turno | Primo turno |  |  | Ultimo turno | Ultimo turno  | Ultimo turno  | Ultimo turno | Ultimo turno |  |
|  |             |                   |                   |             |             |  |  |              |               |               |              |              |  |
|  | Alt         | Katharina Gerlach | Katharina Gerlach | 3           | 2           |  |  |              |               |               |              |              |  |
|  |             | Storm Sanders     | Storm Sanders     | 6           | 6           |  |  |              | Storm Sanders | Storm Sanders | 7            | 6            |  |
|  |             | Whitney Osuigwe   | Whitney Osuigwe   | 2           | 0           |  |  | 7            | Kurumi Nara   | Kurumi Nara   | 6            | 2            |  |
|  | 7           | Kurumi Nara       | Kurumi Nara       | 6           | 6           |  |  |              |               |               |              |              |  |

### Sezione 3
|  | Primo turno | Primo turno         | Primo turno   | Primo turno | Primo turno |  |  | Ultimo turno | Ultimo turno        | Ultimo turno | Ultimo turno | Ultimo turno |  |
|  |             |                     |               |             |             |  |  |              |                     |              |              |              |  |
|  | Alt         | Alycia Parks        | Alycia Parks  | 6           | 6           |  |  |              |                     |              |              |              |  |
|  | PR          | Varvara Flink       | Varvara Flink | 3           | 3           |  |  | Alt          | Alycia Parks        | 3            | 6            | 6            |  |
|  | WC          | Kennedy Shaffer     | 1             | 7           | 2           |  |  | Alt          | Kateryna Bondarenko | 6            | 3            | 3            |  |
|  | Alt         | Kateryna Bondarenko | 6             | 5           | 6           |  |  |              |                     |              |              |              |  |

### Sezione 4
|  | Primo turno | Primo turno       | Primo turno     | Primo turno | Primo turno |  |  | Ultimo turno | Ultimo turno    | Ultimo turno    | Ultimo turno | Ultimo turno |  |
|  |             |                   |                 |             |             |  |  |              |                 |                 |              |              |  |
|  | 4           | Leonie Küng       | Leonie Küng     | 3           | 4           |  |  |              |                 |                 |              |              |  |
|  | WC          | Gabriella Price   | Gabriella Price | 6           | 6           |  |  | WC           | Gabriella Price | Gabriella Price | 0            | 4            |  |
|  | Alt         | Grace Min         | 7               | 2           | 7           |  |  | Alt          | Grace Min       | Grace Min       | 6            | 6            |  |
|  | 5           | Caroline Dolehide | 64              | 6           | 5           |  |  |              |                 |                 |              |              |  |